# Grafo aleatorio

Los grafos aleatorios poseen estructuras típicas de los procesos aleatorios.

En Matemáticas se denomina grafo aleatorio a un grafo que es generado por algún tipo de proceso aleatorio. La teoría de los grafos aleatorios cae en la intersección entre la teoría de grafos y la teoría de probabilidades y se fundamenta en el estudio de ciertas propiedades de los grafos aleatorios. Uno de los modelos matemáticos más aplicados en la generación de redes aleatorias es modelo Erdös–Rényi.

## Ramas de estudio
Una de las ramas más estudiadas en el área de las redes aleatorias es el de la teoría de la percolación (nivel de percolación) relacionado con el estudio de la fiabilidad en las redes de comunicación. Un campo de estudio inicial fue el de redes sociales, estudios sobre la topología de redes evolutivas como puede ser internet, etc. Se ha visto que algunas de las redes actuales crecen según modelos predefinidos en su distribuciones de grado, como puede ser la redes libres de escala.

## Concepto
La idea de los grafos aleatorios está dentro de como enlazar de forma aleatoria un conjunto de N nodos, para realizar esto se pueden seguir diversas estrategias, cada una de ellas proporciona un modelo de redes (grafos) aleatorios. Uno de los campos de estudio más activo es el de los grafos aleatorios dinámicos en los que se van añadiendo nodos a medida que pasa el tiempo, estos grafos muestran ciertas propiedades de las redes reales.

## Teoremas
Algunos teoremas se deducen del modelo, por ejemplo, si G(n; p) es un grafo aleatorio con n vértices donde cada enlace tiene una posibilidad p de existir: 
Teorema 1Dado un G(n, p) con un valor p constante e independiente de n, entonces el grafo seguro que posee casi seguro un diámetro igual a 2.
Teorema 2Para un grafo G(n, p) aleatorio se establece que {\displaystyle \textstyle p=c{\frac {\log n}{n}}}. Si c > 1 entonces casi todos los grafos no poseen vértices aislados y si c < 1 casi todos los grafos tienen al menos un vértice aislado.

## Biografías
- Béla Bollobás, Random Graphs, 2nd Edition, 2001, Cambridge University Press
- Christine Nickel, Random Dot Product Graphs: A Model for Social Networks, Ph.D. Thesis, The Johns Hopkins University, 2007.